# 벤 존슨 (문학가)
벤저민 존슨(영어: Benjamin Jonson, 1572년 6월 11일 ~1637년 8월 16일)은 17세기 영국의 극작가·시인·비평가로 윌리엄 세익스피어와 동시대에 활약한 문인이다. 1616년 계관시인이 되었다.

## 생애
1572년 6월 11일 런던의 교외에서 태어났다. 집안이 가난하여 웨스트민스터를 졸업한 후 대학에는 진학하지 않았으나 캠딘 교장의 뛰어난 교육으로 자기 자신도 자부했듯이 셰익스피어나 '대학수재'들보다도 뛰어난 학식과 깊은 교양을 갖춘 지식인으로서 활약했다.
가업을 돕기도 하고 군대에 들어가 대륙 전쟁에 참가도 했다. 귀국한 뒤에 연기자 겸 극작가가 되었다. 비극의 연기자로 당시의 손꼽히는 명배우였지만, 희극 《십인십색》(Every Man in His Humour)(1598년)으로 일약 스타가 되어 그때부터 극작에 전념하였다.
이 《십인십색》의 초연에는 셰익스피어도 연기자로 출연하였다고 한다. 《연금술사》(The Alchemist)(1610년), 《볼포니》(Volpone)(1606년), 《에피신》(Epicoene, or the Silent Woman)(1609년) 등이 대표적 희극 작품이며, 풍자희극인 《서투른 시인》(The Poetaster)(1601)은 데카가 이에 대한 반론의 희극을 썼으며 또한 그는 비극과 시에도 뛰어났다.
배우수업을 한 뒤 40년 가까운 창작생활을 통해 희극·희비극·풍자극·비극·가면극 등 다방면에 걸친 작품을 남겼으며 특히 '코미디 오브 유머즈(기질희극)'의 창시자, 또는 일련의 풍자희극의 걸작으로 제임스 1세 시대의 대표적 극작가가 되었으며 영국의 연극사상에 이채를 띤 바 있다.
제임스 1세의 연금을 받아 사실상 최초의 계관시인이 되었다.

## 작품 세계
《십인십색》(Every Man in His Humour)(1598)이 대표하는 '기질희극'은 인간의 4체액(혈액, 점액, 황담즙, 흑담즙)의 배합으로 결정되는 기질(예컨대 점액질, 담즙질 등)에서 생겨나는 각양각색의 성격을 유형화하고 그것들의 충돌이나 상호작용을 희화화한 것이나, 셰익스피어 희극과는 그 취향을 달리하는 신기함으로 당시 크게 인기를 획득했다. 그 후 《신시아의 향연》(Cynthia's Revels, 1600)이나 《서투른 시인》(The Poetaster, 1601)으로 데커와 싸움이 끊이지 않고 극계뿐만 아니라 일반 대중에게서도 반감을 사게 되어, 한때 비극 《세자누스의 몰락》(Sejanus His Fall, 1603)로 옮겼으나 끝내 좋은 평을 받지 못하고 말았다.
한편, 제임스 1세의 총애를 받아 《검은 가면》(The Masque of Blackness, 1604) 이후 20여년 동안 궁정 가면극의 제1인자로서 군림했으나 그의 본령은 신랄한 비판정신에 바탕을 둔 풍자희극 분야에 있으며, 《볼폰》(Volpone, 1606), 《연금술사》(The Alchemist, 1610), 《에피신(침묵의 여자)》(Epicoene, or the Silent Woman, 1609) 등의 걸작이 크게 성공하였다. 후기의 대표작 《바톨로뮤의 시장》(Bartholomew Fair, 1614)은 당시 런던에서 열렸던 정기 시장을 무대로 펼쳐지는 시정생활을 사실적으로 그린 파노라마풍의 대작으로 호평을 받았으나 그 이후로 가면극 이외는 부진하여 찰스 1세 시대의 작품도 실패작이 많다. 그의 입장은 셰익스피어, 말로 등 자유분방한 상상력이 흘러넘치는 낭만주의적 경향을 보이는 당시의 주류에 대하여 삼일치의 법칙을 준수하는 고전주의로서 고립되어 있었으나 왕정복고기의 풍속희극을 거쳐 와일드, 서머싯 몸, 코워드 등 현대 풍속희극과 결부되는 영국 정통희극의 전통을 이끈 공적은 크다고 하겠다.
비평가로서는 해박한 학식을 가지고 고전적 전통에 입각하여 셰익스피어로 대표되는 낭만적 작풍에 대립한 일파를 이루었으며 영국 초기 비평문학의 중요한 존재이다. 셰익스피어는 한 줄도 지우지 않은 채 썼다고 칭찬을 받았으나 한 천 줄쯤 지워버렸으면 좋았겠다는 비평은 특히 유명하다.

## 같이 보기
- 영국 문학

## 참조 자료
- 이 문서에는 다음커뮤니케이션(현 카카오)에서 GFDL 또는 CC-SA 라이선스로 배포한 글로벌 세계대백과사전의 내용을 기초로 작성된 글이 포함되어 있습니다.